# Hans Schweikart
Hans Schweikart (* 1. Oktober 1895 in Berlin; † 1. Dezember 1975 in München) war ein deutscher Regisseur und Schauspieler, der als Gelegenheitsschriftsteller auch das Pseudonym Ole Stefani trug.

## Leben

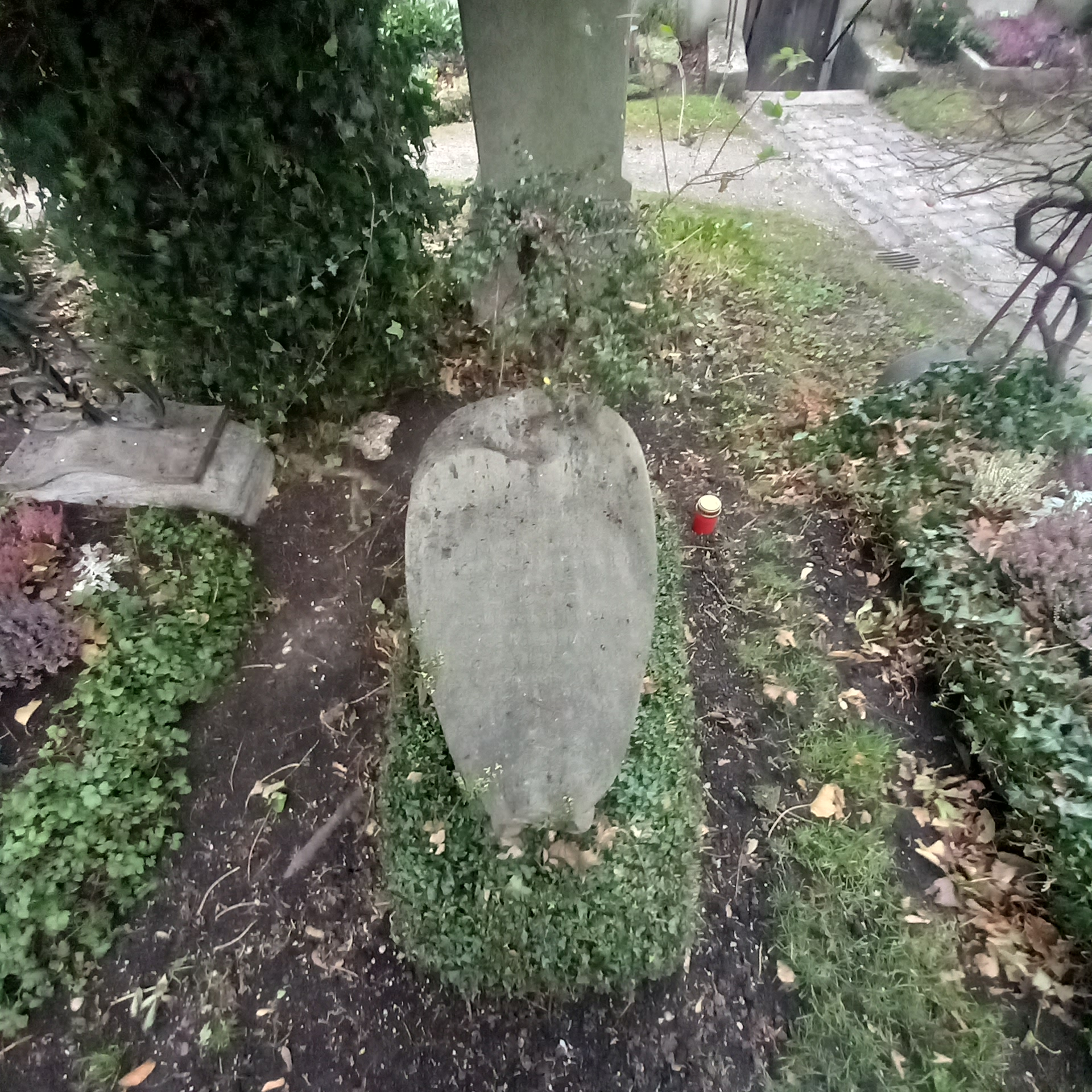
Das Grab von Hans Schweikart und seiner Ehefrau Carlotta, geborene Vetrone, auf dem Bogenhausener Friedhof in München

Schweikart war Sohn gehörloser Eltern. Nach Beendigung des Schiller-Realgymnasiums wurde er mit Hilfe eines Stipendiums Schauspielschüler an der Marie-Seebach-Schule des Königlichen Schauspielhauses in Berlin. Er spielte seit 1915 in Theatern in Wiesbaden, Görlitz, Magdeburg und Köln, bevor er wieder zurück in die Reichshauptstadt kam. Nach dem Ersten Weltkrieg wurde er Ensemblemitglied an Max Reinhardts Deutschem Theater. Hier lernte er seine erste Ehefrau, die jüdische Schauspielerin Käthe Nevill, kennen.
1923 wechselte er an die Münchner Kammerspiele von dem Intendanten Otto Falckenberg und führte erstmals auch Regie. Schweikart blieb bis 1934 an den Kammerspielen und wurde dann Oberspielleiter am Münchner Residenztheater. Er wurde förderndes Mitglied der SS. 1938 holte ihn die Bavaria Film als Regisseur und er drehte ab diesem Jahr auch Filme. Dem politischen Druck und dem Einfluss der Nationalsozialisten auf seine Arbeit versuchte er sich 1942 mit der Kündigung bei der Bavaria zu entziehen, jedoch drehte er bis kurz vor Kriegsende noch einige kleinere Filme für die UFA.
Nach dem Zweiten Weltkrieg übernahm er 1947 vom Intendanten Erich Engel die Münchner Kammerspiele und leitete sie bis 1963. In dieser Zeit holte er Fritz Kortner an das Theater, der unter Schweikarts Intendanz zwölf Stücke inszenierte. Im Oktober 1958 inszenierte er die deutsche Uraufführung von Reginald Roses Die zwölf Geschworenen in der Übersetzung von Horst Budjuhn. Neben seiner Regietätigkeit leitete Schweikart auch die Otto-Falckenberg-Schule. Auch nach seiner Intendantentätigkeit arbeitete Schweikart bis zu seinem Tod als freiberuflicher Regisseur an den unterschiedlichsten Bühnen in Deutschland und im Ausland.
Schweikart war dreimal verheiratet und war Vater von zwei Söhnen. Er starb 1975 im Alter von 80 Jahren in München. Die Grabstelle befindet sich auf dem Bogenhausener Friedhof (Grab Nr. 1-7-2). Im Münchner Stadtbezirk Ramersdorf-Perlach wurde eine Straße nach ihm benannt.

## Auszeichnungen und Ehrungen
- 1955 Großes Bundesverdienstkreuz
- 1961 Bayerischer Verdienstorden
- 1969 Silbernes Blatt der Dramatiker Union

## Werke

### Drehbücher
- 1938: Lauter Lügen
- 1944: In flagranti
- 1944: Ich brauche dich
- 1947: Ehe im Schatten – Vorlage Es wird schon nicht so schlimm zum Drehbuch
- 1950: Geliebter Lügner
- 1950: Die Lüge
- 1952: Das kann jedem passieren
- 1957/74: Nebel
- 1960: Lampenfieber
- 1960: Agatha, laß das Morden sein!
- 1961: Die Ehe des Herrn Mississippi
- 1963: Candida

### Romane
- 1925: Der dritte Schuß, Kriminalroman
- 1934: Zwischenfall vor dem Theater, Kriminalroman
- 1935: Ein Mädchen, ein Auto, ein Hund, Detektiv-Roman

### Erzählung
- 1946: Es wird schon nicht so schlimm!, Filmerzählung (Erstveröffentlicht 2014)

### Bühnenstücke
- 1934: Schokolade und Fliegenklatsche. Ein heiteres Kindermärchen in 7 Bildern
- 1937: Lauter Lügen, Komödie in 3 Akten
- 1942: Ich brauche dich, Komödie in 3 Akten
- 1947: Nebel, Ein Stück in 3 Akten

## Filmografie (Auswahl)

### Darsteller
- 1919: De Profundis
- 1920: Sizilianische Blutrache
- 1921: Das Haus zum Mond
- 1921: Wer unter Euch ohne Sünde ist
- 1922: Die höllische Macht
- 1924: Zwei Kinder
- 1960: Lampenfieber
- 1966: Portrait eines Helden (Fernsehfilm)
- 1967: Die Mission (Fernsehfilm)
- 1967: Asche und Glut (Fernsehfilm)
- 1968: Der Monat der fallenden Blätter (Fernsehfilm)
- 1969: Eine Frau sucht Liebe
- 1969: Der Kommissar (Fernsehserie) – Die Schrecklichen
- 1971: Die Nacht von Lissabon (Fernsehfilm)
- 1971: Einfach sterben (Fernsehfilm)
- 1971: Der Kommissar (Fernsehserie) – Der Tote von Zimmer 17
- 1972: Federlesen – Bilder aus dem Leben eines Einfallsreichen (Fernsehfilm)
- 1973: Der Kommissar (Fernsehserie) – Sommerpension
- 1973: Endstation (Fernsehfilm)
- 1974: Der Monddiamant (Fernseh-Mehrteiler)
- 1974: Der Kommissar (Fernsehserie) – Tod eines Landstreichers

### Regie
- 1938: Das Mädchen mit dem guten Ruf
- 1939: Fasching
- 1939: Befreite Hände
- 1940: Das Fräulein von Barnhelm
- 1941: Das Mädchen von Fanö
- 1941: Kameraden
- 1943: Der unendliche Weg
- 1944: In flagranti
- 1944: Ich brauche Dich
- 1944/48: Frech und verliebt
- 1944/49: Die Nacht der Zwölf
- 1950: Geliebter Lügner
- 1950: Melodie des Schicksals
- 1953: Muß man sich gleich scheiden lassen?
- 1954: Ein Haus voll Liebe
- 1955: An der schönen blauen Donau
- 1959: Geschlossene Gesellschaft (Fernsehfilm)
- 1960: Paris, 20. Juli (Fernsehfilm)
- 1961: Die Mitschuldigen (Fernsehfilm)
- 1963: Candida (Fernsehfilm)
- 1964: Das Duell (Fernsehfilm)
- 1966: Baumeister Solness (Fernsehfilm)
- 1966: Magdalena (Fernsehfilm)
- 1967: Liebe für Liebe (Fernsehfilm)
- 1968: Der Snob (Fernsehfilm)